# Charles Willoughby

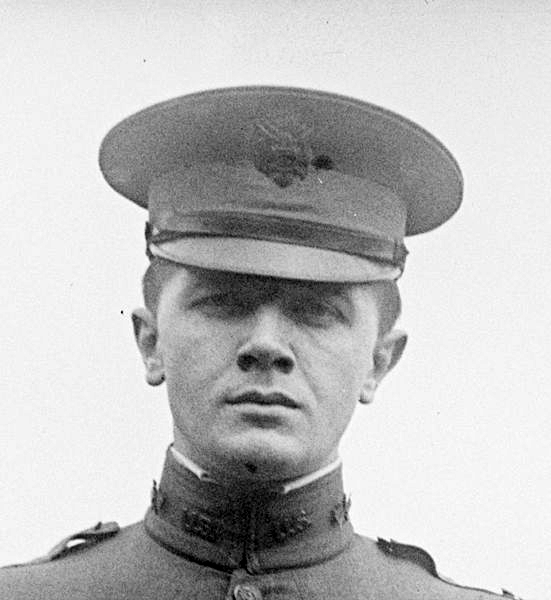
Charles Willoughby (1918)

Charles Andrew Willoughby (* 8. März 1892 in Heidelberg; † 25. Oktober 1972 in Naples, Florida) war ein US-amerikanischer Generalmajor, der während der Besetzung Japans und während des Koreakriegs Geheimdienstchef für den Supreme Commander for the Allied Powers (SCAP) General Douglas MacArthur war. Er verbarg seine faschistischen Ansichten nicht. In Japan warb er etliche Kriegsverbrecher für die Dienste der USA an und entzog sie so der Strafverfolgung. Nach seiner Pensionierung war er als Lobbyist und Berater für General Francisco Franco tätig.

## Lebensweg
Charles Willoughby behauptete, als Sohn von Adolf Karl Tscheppe-Weidenbach, Sohn eines Freiherrn T. Tscheppe-Weidenbach aus Baden, und Emma geb. Willoughby aus Baltimore in Heidelberg geboren zu sein. Im Heidelberger Personenstandsregister ist für den 8. März 1892 jedoch die Geburt eines Adolf August Weidenbach eingetragen, Sohn des Seilers August Weidenbach und der Emma geb. Langhäuser. Das Gothaisches Genealogisches Taschenbuch der Briefadeligen verzeichnet einen General Erich Tülff von Tschepe und Weidenbach (mit einem „p“), der jedoch das Freiherrnprädikat erst 1913 erhielt. Dieser hatte fünf Kinder, von denen keines 1892 geboren war.

### Soldat
18-jährig wanderte er 1910 in die USA aus, wo er den (behaupteten) Familiennamen seiner Mutter Willoughby annahm. Im selben Jahr trat er in die amerikanische Armee als einfacher Soldat ein. Vergleichsweise schnell wurde er innerhalb der Fifth Infantry zum Sergeanten befördert. Willoughby behielt zeitlebens einen deutschen Akzent.
1913 erfolgte sein Eintritt in das Gettysburg College direkt als senior, von dem er im folgenden Jahr als Bachelor of Arts graduiert wurde. Daraufhin wurde er Leutnant in der Reserve beim Officer’s Volunteer Corps. Dann unterrichtete er an der privaten Howe School in Indiana und am Racine College in Wisconsin.

#### Erster Weltkrieg
Willoughby wurde am 27. November 1916 Offizier der regulären Armee, unter gleichzeitiger Beförderung zum Oberleutnant. Als Mitglied der American Expeditionary Forces gelangte er im Juni 1917 nach Frankreich, wo er am 30. Juni zum Hauptmann befördert wurde. Zunächst diente er in der I. Division der 16th Infantry, dann meldete er sich zur Fliegertruppe. Nach einer Ausbildung zum Piloten durch französische Lehrer wurde er Assistent von Major Carl Spaatz, der zu dieser Zeit das Aviation Training Center in Issoudun leitete. Willoughby übernahm die Leitung der Aviation Branch School in Chateroux bis Mai 1918. Er wurde dann nach Washington zurückgeschickt, wo er den ersten Luftpostdienst, den Aerial Mail Service, mit aufbauen sollte. Im Dezember 1918 ließ er sich zur Infanterie zurückversetzen, wo er zunächst in Ft. Benning (Georgia) eingesetzt wurde.

#### Zwischenkriegszeit
Nach dem Krieg wurde er 1919 zur 24th Infantry in New Mexico versetzt. Nach zwei Jahren erfolgte im Februar 1921 seine Versetzung nach San Juan (Puerto Rico) bis Mai 1923. Dort wurde er erstmals auch im Bereich des militärischen Geheimdienstes eingesetzt. Während eines Besuchs in Marokko im Frühstadium des Rif-Krieges lernte er Franco kennen und schätzen, als dieser Kommandeur des ersten Bataillons der im Aufbau befindlichen spanischen Fremdenlegion war. Es folgten ab Juli 1923 Posten in Venezuela, Kolumbien und als Militärattaché in Ecuador. Willoughby war zu dieser Zeit, und blieb für den Rest seines Lebens, ein Verehrer Mussolinis und seiner Ideen. 
Ab Mai 1927 war er wieder bei der Infanterie in Fort D.A. Russell. Nach seiner permanenten Beförderung zum Major am 6. Juni 1928 besuchte Willoughby ab 1929 die Kommandeursschulen Infantry School und Command and General Staff College (Ft. Leavenworth). Nach 1931 war er dort auch Ausbilder. Ab 1935 besuchte er das US Army War College (Washington, D.C.), das er im Juni 1936 abschloss. Seine Beförderung zum Oberstleutnant erfolgte im selben Jahr, die zum Oberst (temporary) folgte schon am 1. Juni 1938. Zunächst war er Ausbilder an der Infantry School, dann in New York an der Herausgabe des Military Dictionary und mehrerer Wörterbücher beteiligt.

### Mit MacArthur
Ab Juni 1940 wurde Willoughby, auch aufgrund seiner guten Spanischkenntnisse, zum Headquarters, Philippine Department, Manila als G-4 (Logistik) Assistant Chief of Staff abkommandiert. Dort freundete er sich schnell mit dem Kommandanten Douglas MacArthur an. Als unter diesem 1941 das neue United States Far Eastern Command geschaffen wurde, nahm er Willoughby als Assistant Chief of Staff for Intelligence mit. Er entkam von Corregidor nach der japanischen Invasion der Philippinen mit MacArthur nach Australien.
Am 19. April 1942 gab MacArthur die Ernennung von Colonel Charles A. Willoughby zum G-2, Assistant Chief of Staff for Intelligence, des GHQ, Southwest Pacific Area (SWPA) bekannt. Dazu erfolgte seine Beförderung zum Brigadegeneral (temporär) am 20. Juni 1942. Für Willoughby stellte sich das Problem, dass er einen nachrichtendienstlichen Apparat erst aufbauen musste, was aber gelang. Auf den besetzten Philippinen sollte das Allied Intelligence Bureau (AIB) Untergrund- und Propagandaarbeit leisten. Ab September half die Allied Translator and Interpreter Section (ATIS) und das Central Bureau, zuständig für Funk- und Postüberwachung, der Kriegsplanung. Die Order of Battle Section suchte die Stellungen japanischer Einheiten zu ermitteln. Willoughby erwies sich als Organisationstalent, lag jedoch mit seinen Einschätzungen japanischer Intentionen und Truppenstärken öfter falsch. Seine Versuche, die Fehler später totzuschweigen, lassen auf eine narzisstische Persönlichkeit ohne Fähigkeit zu Selbstkritik schließen. Er wurde von Mitarbeitern als arrogant, auffahrend und paranoid beschrieben.

#### Japan
Nach der Kapitulation Japans blieb Willoughby in seiner G-2-Stellung unter MacArthur, der jetzt Supreme Commander for the Allied Powers war. Seine Aufgaben lagen nun jedoch mehr im Bereich der Gegenspionage, wofür er schlecht ausgebildet war. Er stützte sich daher wesentlich auf das 441st Counter Intelligence Corps (CIC). Als kommunistische Agenten wurden der kanadische Gesandte Herbert Norman, und Agnes Smedley, Mitglied des Rings von Richard Sorge, aufgedeckt.
Er betrieb eine sehr eingeschränkte Pressepolitik, wobei versucht wurde, die kommunistische Gefahr hervorzuheben und sämtliche Tatsachen, die MacArthur in schlechtes Licht rücken konnten, zu unterdrücken. Nach dem „Red Purge“ 1947 befand er sich damit sicherlich im Rahmen offizieller Politik. MacArthur war sich der politischen Einstellung bewusst, er nannte Willoughby „my pet fascist“.
Die unter den Bestimmungen des Japanese Imperial Government Disclosure Act 1999 ausgewerteten Archivalien haben gezeigt, dass Willoughby dafür sorgte, dass Angehörige der notorischen Einheit 731 unter Ishii Shirō und Konsorten nicht als Kriegsverbrecher verfolgt wurden, sondern für ihre Informationen, die auch heute noch der teilweisen Geheimhaltung unterliegen, bezahlt wurden.

#### Koreakrieg
Das von Willoughby geschaffene Korean Liaison Office war nur eine der zahlreichen nachrichtendienstlichen Organe in Südkorea, produzierte jedoch fast 1200 Berichte bis Juni 1950. Wie die CIA schätzte er zunächst die chinesischen Invasionspläne falsch ein, änderte jedoch seine Ansichten ab Anfang November.
Als MacArthur 1951 von Präsident Harry S. Truman entlassen wurde, schied Willoughby, der von der Presse zu Unrecht als Verantwortlicher für einige Niederlagen angegriffen worden war, nach vierzig Dienstjahren im Rang eines Generalmajors aus der Armee aus.

### Ruhestand

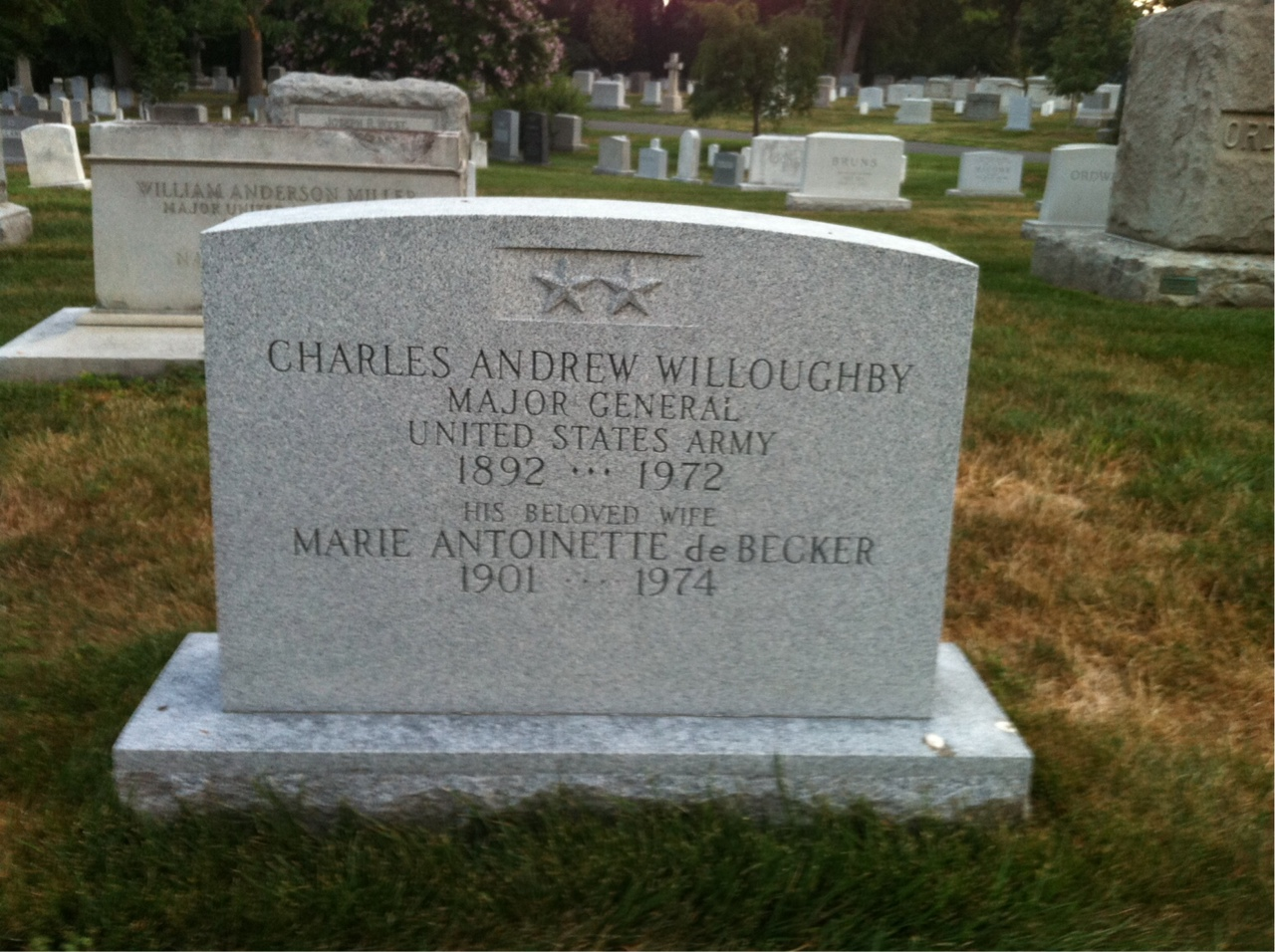
Grabstein Willoughbys auf Nationalfriedhof Arlington

Am 9. August 1951 sagte er vor einem Senatsuntersuchungsausschuss zum Institute of Pacific Relations aus und wurde am 22. August desselben Jahres vor den Sorge-Untersuchungsausschuss des Repräsentantenhauses geladen.
Bald nach seiner Pensionierung begab sich Willoughby nach Spanien, wo er dem faschistischen Regime General Francos als „Berater“ in Geheimdienstfragen diente. Willoughby war bereits seit den 1920ern ein Bewunderer Francos, den er den „zweitgrößten General der Welt“ (nach MacArthur) genannt haben soll. Als Lobbyist forderte er vom amerikanischen Kongress 1952 100 Millionen US-Dollar für Franco.
Im Mai 1958 nahm er zur Atomkriegsdiskussion Stellung, wobei er die Ansicht vertrat, der Abwurf der Atombomben auf Japan 1945 sei nicht erforderlich gewesen, auch mit konventionellen Waffen wäre der Sieg erreicht worden.
In seinen späteren Jahren gab er das Magazin Foreign Intelligence Digest heraus. In dem vom texanischen Ölmillionär H. L. Hunt finanzierten rechtsradikalen International Committee for the Defence of Christian Culture mit Verbindungen zu anti-kommunistischen Organisationen war er ebenfalls führend tätig.
1968 zog Willoughby mit seiner Frau nach Naples in Florida, wo er 1972 starb.

### Auszeichnungen
- Silver Star, 24. Jan. 1942
- Distinguished Service Cross, 9. Jan. 1943
- Distinguished Service Medal, 1944; Eichenlaub dazu 1946

- Mitglied der Military Intelligence Hall of Fame[11]

## Schriften
- House of Bolivar
- The Economic and Military Participation of the United States in the World War. Ft. Leavenworth 1931
- Maneuver in War; Harrisburg 1939
- Guerrilla Resistance Movement in the Philippines, 1941–1945. Vantage, New York 1972, ISBN 0-533-00592-2
- MacArthur, 1941–1951; New York u. a., 1954 (objektiv zu strategischen Fragen, hagiographisch zu MacArthur)
- Shanghai Conspiracy: The Sorge Spy Ring. Western, Boston 1952

als (Mit-)Herausgeber:
- Command and General Staff School Quarterly (1931–35)
- Intelligence Series: G-2 USAFFE, SWPA, AFPAC, FEC, SCAP; Washington, DC: United States Government Printing Office, 1948- (als MF: Wilmington 1983, 8 Filmrollen)
- The Reports of General MacArthur; (von MacArthur 1950 in Auftrag gegebene Militärgeschichte, die den General in bestes Licht stellt), 1966, Washington 1994
- America Needs a Foreign Legion! (mit Edward Hymoff)
- International Communism … Staff consultation with Chales A. Willoughby … – Internet Archive – United States, Congress, House, Committee on Un-American Activities, Washington 1958, 38 S.
- Foreign Intelligence Digest (Zeitschrift)

Artikel:
- Espionage and the American Communist Party. In: American Mercury, Vol 88 (Jan 1959), S. 117–23
- Khrushchev and the Flight to Sverdlovsk. In: American Mercury, Vol 91 (Aug. 1960), S. 34–43